# Liste der Kulturdenkmale in Kockisch (Mittweida)
In der Liste der Kulturdenkmale in Kockisch sind die Kulturdenkmale des Mittweidaer Ortsteils Kockisch verzeichnet, die bis Juni 2023 vom Landesamt für Denkmalpflege Sachsen erfasst wurden (ohne archäologische Kulturdenkmale). Die Anmerkungen sind zu beachten.
Diese Aufzählung ist eine Teilmenge der Liste der Kulturdenkmale in Mittweida.

## Kockisch
| Bild                                    | Bezeichnung                                                                | Lage                         | Datierung                                                                                      | Beschreibung | ID       |
| --------------------------------------- | -------------------------------------------------------------------------- | ---------------------------- | ---------------------------------------------------------------------------------------------- | --- | -------- |
| Direkt Bild zu diesem Denkmal hochladen | Wohnhaus (ehemals Wohnstallhaus)                                           | Kockisch 5 (Karte)           | Um 1825                                                                                        | Obergeschoss Fachwerk verkleidet, baugeschichtlich von Bedeutung. Gebäude in offener Bebauung, Fachwerk im Obergeschoss teilweise verkleidet. | 09237616 |
| Direkt Bild zu diesem Denkmal hochladen | Wohnhaus (ehemals Wohnstallhaus)                                           | Kockisch 7 (Karte)           | Um 1825                                                                                        | Obergeschoss Fachwerk, baugeschichtlich von Bedeutung. Gebäude in offener Bebauung, Erdgeschoss massiv, Fachwerk im Obergeschoss teilweise verschiefert. | 09237615 |
| Direkt Bild zu diesem Denkmal hochladen | Wohnstallhaus, Auszüglerhaus, Stallgebäude und Scheune eines Vierseithofes | Kockisch 11 (Karte)          | Um 1825 (Stallgebäude und Scheune); bezeichnet mit 1898 (Wohnstallhaus); um 1898 (Auszugshaus) | Geschlossen erhaltene Hofanlage mit baugeschichtlicher und ortsbildprägender Bedeutung. - Wohnstallhaus mit klassizistischem Portal und Jahreszahl 1898 - Auszüglerhaus mit Stallteil im selben Jahr errichtet - Scheune und Stallgebäude um 1825 erbaut, Fachwerk im Obergeschoss, Dach verändert - Einfriedung in Resten vorhanden Einziger Vierseithof des Dorfes in gutem Originalzustand. | 09237608 |
| Direkt Bild zu diesem Denkmal hochladen | Wohnhaus (ehemals Wohnstallhaus)                                           | Kockisch 16 (Karte)          | Um 1825                                                                                        | Obergeschoss Fachwerk, baugeschichtlich und straßenbildprägend von Bedeutung. Gebäude in offener Bebauung, Erdgeschoss massiv, Fachwerk im Obergeschoss teilweise verschiefert. | 09237610 |
| Direkt Bild zu diesem Denkmal hochladen | Wohnstallhaus                                                              | Kockisch 20 (Karte)          | Um 1825                                                                                        | Obergeschoss Fachwerk verkleidet, bau- und sozialgeschichtlich von Bedeutung. Gebäude in offener Bebauung, Erdgeschoss massiv, Fachwerk im Obergeschoss teilweise verschiefert. | 09237611 |
| Direkt Bild zu diesem Denkmal hochladen | Wohnstallhaus                                                              | Kockisch 23 (Karte)          | Um 1725                                                                                        | Obergeschoss Fachwerk, Giebelseite verschiefert, baugeschichtlich von Bedeutung. Gebäude in offener Bebauung, Fachwerk im Obergeschoss teilweise mit Schiefer verkleidet, an einer Stelle ist Kopfband erkennbar, in gutem Originalzustand. | 09237613 |
| Direkt Bild zu diesem Denkmal hochladen | Schule                                                                     | Waldheimer Straße 79 (Karte) | Um 1900                                                                                        | Alte Schule für Weißthal und Kockisch, im Stil des Historismus der Zeit um 1900, ortsgeschichtlich von Bedeutung | 09237606 |

## Tabellenlegende
- Bild: Bild des Kulturdenkmals, ggf. zusätzlich mit einem Link zu weiteren Fotos des Kulturdenkmals im Medienarchiv Wikimedia Commons. Wenn man auf das Kamerasymbol klickt, können Fotos zu Kulturdenkmalen aus dieser Liste hochgeladen werden:
- Bezeichnung: Denkmalgeschützte Objekte und ggf. Bauwerksname des Kulturdenkmals
- Lage: Straßenname und Hausnummer oder Flurstücknummer des Kulturdenkmals. Die Grundsortierung der Liste erfolgt nach dieser Adresse. Der Link (Karte) führt zu verschiedenen Kartendiensten mit der Position des Kulturdenkmals. Fehlt dieser Link, wurden die Koordinaten noch nicht eingetragen. Sind diese bekannt, können sie über ein Tool mit einer Kartenansicht einfach nachgetragen werden. In dieser Kartenansicht sind Kulturdenkmale ohne Koordinaten mit einem roten bzw. orangen Marker dargestellt und können durch Verschieben auf die richtige Position in der Karte mit Koordinaten versehen werden. Kulturdenkmale ohne Bild sind an einem blauen bzw. roten Marker erkennbar.
- Datierung: Baubeginn, Fertigstellung, Datum der Erstnennung oder grobe zeitliche Einordnung entsprechend des Eintrags in der sächsischen Denkmaldatenbank
- Beschreibung: Kurzcharakteristik des Kulturdenkmals entsprechend des Eintrags in der sächsischen Denkmaldatenbank, ggf. ergänzt durch die dort nur selten veröffentlichten Erfassungstexte oder zusätzliche Informationen
- ID: Vom Landesamt für Denkmalpflege Sachsen vergebene, das Kulturdenkmal eindeutig identifizierende Objekt-Nummer. Der Link führt zum PDF-Denkmaldokument des Landesamtes für Denkmalpflege Sachsen. Bei ehemaligen Kulturdenkmalen können die Objektnummern unbekannt sein und deshalb fehlen bzw. die Links von aus der Datenbank entfernten Objektnummern ins Leere führen. Ein ggf. vorhandenes Icon  führt zu den Angaben des Kulturdenkmals bei Wikidata.